# Gorgo
Gorgo (do grego: Γοργώ, transl. Gorgó; 506 a.C. – Século V a.C.) foi filha de Cleômenes I, rei de Esparta, que reinou de 520 a.C. a 490 a.C. Ela era esposa do rei Leónidas I, meio-irmão de Cleômenes, que lutou e morreu na Batalha das Termópilas. 
Gorgo é assinalada como uma das poucas figuras históricas femininas relatadas por Heródoto por sua sabedoria e perspicácia política. Ela é considerada única por ser filha de um rei de Esparta, esposa de outro rei e a mãe de um terceiro rei de Esparta. Sua data de nascimento é incerta, mas é quase certo que ela tenha nascido entre 510 a.C. e 506 a.C., com base nas datas de Heródoto.

## Biografia
Segundo Heródoto, quando Aristágoras solicitou ajuda para Cleômenes durante a Revolta Jônica, o rei espartano negou, visto que a viagem de navio até a Ásia levaria 3 meses. Porém, Aristágoras apareceu diante dele pela noite solicitando apoio e oferecendo um suborno de 50 talentos de prata, quando então a pequena filha de Cleômenes, Gorgo (neste tempo com uma idade de entre 7 a 9 anos), diria para seu pai que não aceitasse o suborno de Aristágoras para que este não o corrompesse.
Cleomenes ouviria Gorgo e desse modo Aristágoras se retiraria de Esparta sem ser ouvido por ninguém e sem apoio dos poderosos espartanos, mostrando que, desde cedo, Gorgo já tinha uma certa aptidão por assuntos políticos, sendo única, mesmo entre as espartanas.
Esperava-se que mulheres espartanas como Gorgo produzissem fortes descendentes espartanos e, portanto, participavam de um treinamento físico semelhante ao de seus colegas do sexo masculino durante o Agogē, sendo criadas para serem mães. Como era uma espartana, Gorgo deve haver sido treinada em esportes, como arremesso de discos, de dardos (javalinas) e pancrácio, também havendo competido contra seus homólogos em vários concursos. A crença espartana era que, se ambos os pais fossem fisicamente fortes, seu filho também seria.
Além de sua educação física, Gorgo teria sido educada em assuntos acadêmicos, pois como uma mulher espartana de elite (como todas as outras), teria sido ensinada a ler e escrever. Ela também teria recebido uma educação para a arte, incluindo música, dança e poesia, visto que o currículo da mulher espartana era equivalente, se não, superior, ao dos homens espartanos (os quais também aprendiam a ler e escrever e a fazer contas básicas, mas não podiam fazer outras coisas além de treinar para o combate).

## Árvore Genealógica
|        |        |        |        | Primeira esposa | Primeira esposa | Primeira esposa | Primeira esposa | Primeira esposa | Primeira esposa |            |            | Anaxândrides II | Anaxândrides II | Anaxândrides II | Anaxândrides II | Anaxândrides II      | Anaxândrides II      |                      |                      |                      |                      |  |  |  |  |             |       |       |       |       |       | Segunda esposa | Segunda esposa | Segunda esposa | Segunda esposa | Segunda esposa | Segunda esposa |  |  |  |  |  |  |  |  |  |  |  |  |  |  |  |  |  |  |  |  |  |  |  |  |  |  |
|        |        |        |        | Primeira esposa | Primeira esposa | Primeira esposa | Primeira esposa | Primeira esposa | Primeira esposa |            |            | Anaxândrides II | Anaxândrides II | Anaxândrides II | Anaxândrides II | Anaxândrides II      | Anaxândrides II      |                      |                      |                      |                      |  |  |  |  |             |       |       |       |       |       | Segunda esposa | Segunda esposa | Segunda esposa | Segunda esposa | Segunda esposa | Segunda esposa |  |  |  |  |  |  |  |  |  |  |  |  |  |  |  |  |  |  |  |  |  |  |  |  |  |  |
|        |        |        |        |                 |                 |                 |                 |                 |                 |            |            |                 |                 |                 |                 |                      |                      |                      |                      |                      |                      |  |  |  |  |             |       |       |       |       |       |                |                |                |                |                |                |  |  |  |  |  |  |  |  |  |  |  |  |  |  |  |  |  |  |  |  |  |  |  |  |  |  |
|        |        |        |        |                 |                 |                 |                 |                 |                 |            |            |                 |                 |                 |                 |                      |                      |                      |                      |                      |                      |  |  |  |  |             |       |       |       |       |       |                |                |                |                |                |                |  |  |  |  |  |  |  |  |  |  |  |  |  |  |  |  |  |  |  |  |  |  |  |  |  |  |
|        |        |        |        |                 |                 |                 |                 |                 |                 |            |            |                 |                 |                 |                 |                      |                      |                      |                      |                      |                      |  |  |  |  | Cleômenes I |       |       |       |       |       |                |                |                |                |                |                |  |  |  |  |  |  |  |  |  |  |  |  |  |  |  |  |  |  |  |  |  |  |  |  |  |  |
|        |        |        |        |                 |                 |                 |                 |                 |                 |            |            |                 |                 |                 |                 |                      |                      |                      |                      |                      |                      |  |  |  |  |             |       |       |       |       |       |                |                |                |                |                |                |  |  |  |  |  |  |  |  |  |  |  |  |  |  |  |  |  |  |  |  |  |  |  |  |  |  |
| Dorieu | Dorieu | Dorieu | Dorieu | Dorieu          | Dorieu          |                 |                 | Leônidas I      | Leônidas I      | Leônidas I | Leônidas I | Leônidas I      | Leônidas I      |                 |                 | Cleômbroto (regente) | Cleômbroto (regente) | Cleômbroto (regente) | Cleômbroto (regente) | Cleômbroto (regente) | Cleômbroto (regente) |  |  |  |  | Gorgo       | Gorgo | Gorgo | Gorgo | Gorgo | Gorgo |                |                |                |                |                |                |  |  |  |  |  |  |  |  |  |  |  |  |  |  |  |  |  |  |  |  |  |  |  |  |  |  |
| Dorieu | Dorieu | Dorieu | Dorieu | Dorieu          | Dorieu          |                 |                 | Leônidas I      | Leônidas I      | Leônidas I | Leônidas I | Leônidas I      | Leônidas I      |                 |                 | Cleômbroto (regente) | Cleômbroto (regente) | Cleômbroto (regente) | Cleômbroto (regente) | Cleômbroto (regente) | Cleômbroto (regente) |  |  |  |  | Gorgo       | Gorgo | Gorgo | Gorgo | Gorgo | Gorgo |                |                |                |                |                |                |  |  |  |  |  |  |  |  |  |  |  |  |  |  |  |  |  |  |  |  |  |  |  |  |  |  |
|        |        |        |        |                 |                 |                 |                 |                 |                 |            |            |                 |                 |                 |                 |                      |                      |                      |                      |                      |                      |  |  |  |  |             |       |       |       |       |       |                |                |                |                |                |                |  |  |  |  |  |  |  |  |  |  |  |  |  |  |  |  |  |  |  |  |  |  |  |  |  |  |
|        |        |        |        |                 |                 |                 |                 |                 |                 |            |            | Plistarco       |                 |                 |                 |                      |                      |                      |                      |                      |                      |  |  |  |  |             |       |       |       |       |       |                |                |                |                |                |                |  |  |  |  |  |  |  |  |  |  |  |  |  |  |  |  |  |  |  |  |  |  |  |  |  |  |